# Engine Alliance GP7200
Le GP7200 est un réacteur d'avion spécialement conçu pour l'Airbus A380, il a été pensé et réalisé par Engine Alliance, un groupement né de l'association de General Electric et Pratt & Whitney, avec pour but la conception de réacteurs adaptés aux nouveaux types d’appareils commerciaux.

## Historique
Les tests de conformité et de vol ayant été concluants, les quatre premiers exemplaires des réacteurs GP7200 sont donc sortis de leur usine du Connecticut avant d'être livrés à Airbus le 29 septembre 2005. Ils ont été montés sur le cinquième A380 et ont permis au Super Jumbo d’entamer dès le premier trimestre 2006 une nouvelle vague de tests en vol, en étant équipés cette fois d’un nouveau type de réacteur. En effet, les quatre premiers prototypes du quadriréacteur étaient tous équipés de moteurs Rolls-Royce Trent 900. Les clients de l'A380 ont maintenant le choix entre ces deux types de réacteurs. Le GP7200 représente pour le moment 58 % des parts de marché parmi les clients qui ont déjà sélectionné leur motoriste. Ils comptent dans leurs rangs l'équipement des A380 d'Air France, Emirates, ILFC et de Korean Air, ce qui représente environ 130 appareils.
Le GP7200 a été élaboré à partir du savoir-faire et des technologies de deux autres réacteurs : le GE90 et le PW 4000. D'un diamètre de 2,94 mètres, il produit 311 kN de poussée sur la version passagers, 338 kN sur la version cargo, et pourra en cas de besoin atteindre les 373,65 kN.
Le 29 décembre 2005, ce moteur a reçu sa certification des autorités américaines après une longue phase de test de 3 000 heures de vol, durant laquelle il a été monté sur un Boeing 747. Il aura fallu pas moins de huit moteurs et 7 000 cycles pour mener à bien la certification du GP7200.
Le 25 août 2006, le premier prototype d'A380 équipé de ces moteurs a fait son premier vol d'essai.

## Incidents
Le 30 septembre 2017, un moteur GP7200 du vol AF66 entre Paris et Los Angeles perd son étage de soufflante en vol au-dessus de la pointe sud du Groenland. Cet incident inflige de gros dégâts sur le mât moteur, mais ne cause pas la perte de l'appareil, qui se pose sans encombre mille deux cent quarante kilomètres plus loin, à Goose Bay. Une enquête est lancée pour déterminer les causes de cet incident.
Le 27 décembre 2017, un moteur GP7200 du même vol AF66 a dû être coupé peu avant l'atterrissage du fait d'une chute soudaine de pression d'huile.

## Variantes
- GP7270 : 332.44 kN (74,740 lbf) de poussée. Il équipe les A380-861 d'Air France, Etihad Airways, Korean Air, Qatar Airways, et les 90 premiers des 123 A380 commandés par Emirates.
- GP7277 : 357.10 kN (80,300 lbf) de poussée. Il devait être le moteur de l'A380-863F, une version cargo abandonnée.